# تاتيانا جاربين
تاتيانا جاربين (بالإيطالية: Tathiana Garbin)‏ مواليد 30 يونيو 1977، هي لاعبة كرة مضرب إيطالية سابقة بدأت مسيرتها كمحترفة سنة 1996 وكانت تلعب باليد اليمنى، اعتزلت اللعب في 2011. أعلى تصنيف لها في الفردي كان المركز الـ 22 في سنة 2007. سبق أن شاركت في دورة الألعاب الأولمبية الصيفية.

## الخط الزمني للفردي
مفتاح
| ف | ن | ن.ن | ر.ن | د# | د.م | ل | أ.أ | ت | غ | ب | ف | ذ | م.خ | ل.ت |

(ف) فاز بالبطولة (ن) وصل النهائي (ن.ن) نصف النهائي (ر.ن) ربع النهائي (د#) الأدوار الأربعة الأولى (د.م) دور المجموعات (ل) شارك في كأس ديفيز (أ.أ) خرج من الأدوار الاولى (ت) خسر التصفيات التأهيلية (غ) غاب عن الحدث أو البطولة (ب) حصل على ميدالية برونزية (ف) حصل على ميدالية فضية (ذ) حصل على ميدالية ذهبية (م.خ) بطولة الماسترز خُفضت إلى مرتبة أقل (ل.ت) البطولة لم تعقد في السنة المعينة.
لتجنب الارتباك وازدواجية الحساب، يتم تحديث هذه المعلومات إما في نهاية البطولة، أو عندما تكون مشاركة اللاعب في البطولة قد انتهت.
| دورات الجراند سلام       |   |    |    |    |    |    |    |    |    |    |    |    |    |    |       |
| أستراليا المفتوحة        | ت | د1 | د1 | د1 | د2 | د2 | د1 | د2 | د1 | د3 | د2 | د2 | د3 | د1 | 12–14 |
| دورة رولان غاروس الدولية | ت | غ  | د3 | د2 | د2 | د2 | د3 | د2 | د3 | د4 | د1 | د3 | د2 | غ  | 17–12 |
| بطولة ويمبلدون           | ت | ت  | د1 | د1 | د1 | د1 | د1 | د1 | د2 | د2 | د1 | د2 | د1 | غ  | 5–13  |
| أمريكا المفتوحة          | ت | ت  | د3 | غ  | د1 | د2 | د2 | د1 | د2 | د1 | د3 | د2 | د1 | غ  | 8–12  |

- إجمالي ف/خ = إجمالي الفوز والخسارة

## الميداليات
| الميدالية | المسابقة                        |
| --------- | ------------------------------- |
| ذهبية     | ألعاب البحر الأبيض المتوسط 1997 |
| فضية      | ألعاب البحر الأبيض المتوسط 1997 |

## وصلات خارجية
- تاتيانا جاربين على موقع رابطة محترفات التنس (الإنجليزية)
- تاتيانا جاربين على موقع الاتحاد الدولي لكرة المضرب (الإنجليزية)
- تاتيانا جاربين على موقع كأس بيلي جين كينغ (الإنجليزية)
- تاتيانا جاربين على موقع بطولة ويمبلدون (الإنجليزية)
- تاتيانا جاربين على موقع خلاصة التنس.كوم (الإنجليزية)
- تاتيانا جاربين على موقع إي إس بي إن.كوم (الإنجليزية)
- تاتيانا جاربين على موقع اللجنة الأولمبية الدولية (الإنجليزية)
- تاتيانا جاربين على موقع أوليمبيديا (الإنجليزية)

- Tathiana Garbin على موقع رابطة محترفات كرة المضرب
- تاتيانا جاربين في الاتحاد الدولي لكرة المضرب
- تاتيانا جاربين: الموقع الوحيد